# Huberto de Lieja
Huberto de Lieja o san Huberto nació probablemente en Tolosa del Languedoc, Francia, en torno al año 657; murió el 30 de mayo de 727, en Tervuren, Bélgica. Es un santo católico, al que se invoca como protector contra la rabia y se le tiene por celestial patrono de los cazadores, matemáticos, ópticos y metalúrgicos. Su fiesta se celebra el día 30 de mayo. 

## Juventud
Huberto fue el hijo mayor de Bertrán (Bertrando), duque de Aquitania, y de Hugbern o Afre, que era hermana de Santa Oda. Algunas genealogías tienen a Santa Oda como la esposa de Bertrán y madre de Huberto y de su hermano Eudo.
Como los nobles merovingios de su tiempo, Huberto practicaba asiduamente la caza. Se trasladó a Metz, donde se casó en 682 con Floribana, hija de Dagoberto, conde de Lovaina. Fue una elección matrimonial conveniente por la importancia de las dos familias. Su hijo Floriberto, como Huberto, llegaría a ser obispo de Lieja.

## Milagro

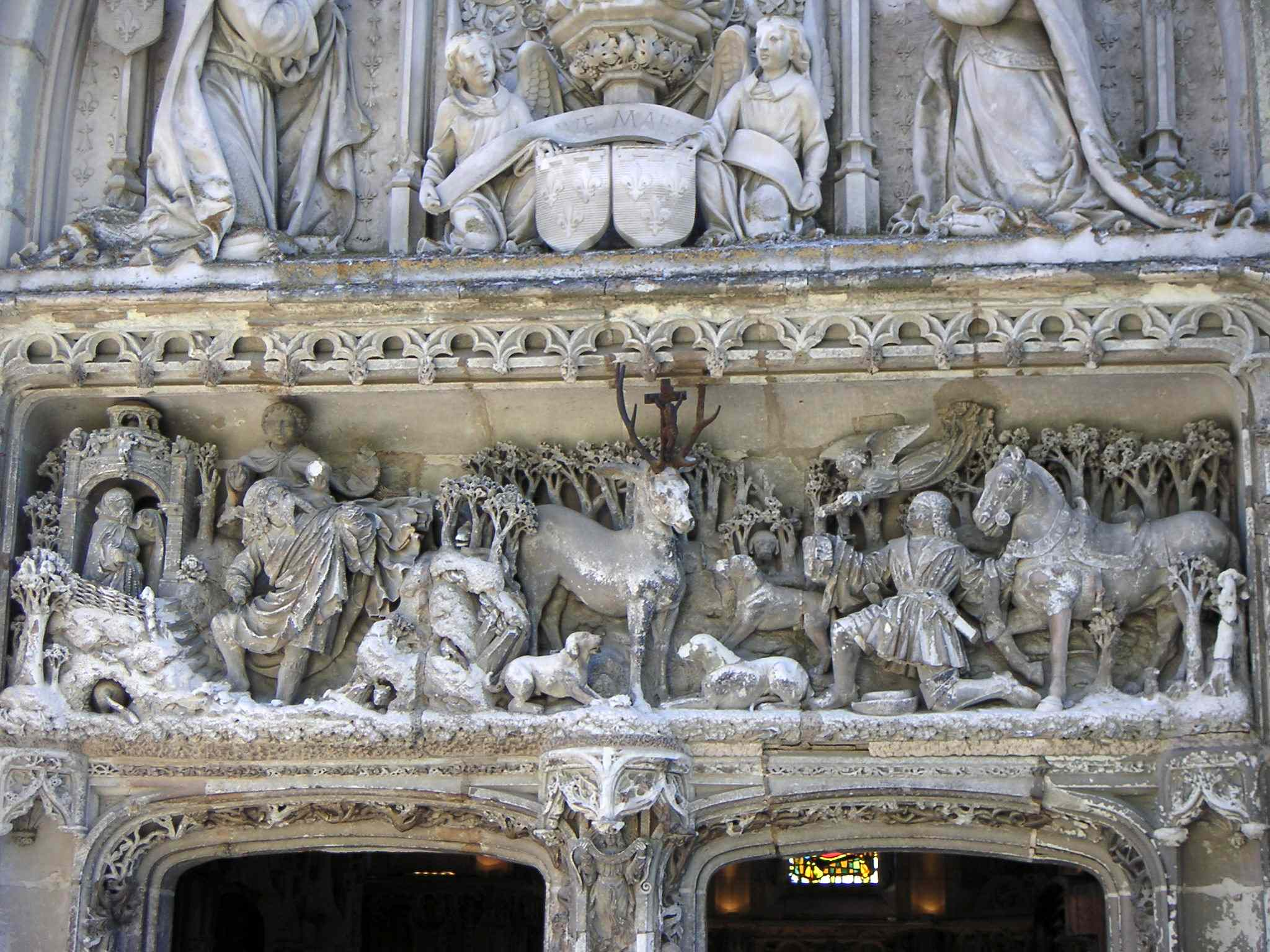
Alto relieve del milagro de S. Huberto en el Castillo de Amboise, Francia

Al morir Floribana, al dar a luz a su hijo, se retiró Huberto a las boscosas Ardenas y se entregó a la caza. 
Pronto se obró un cambio espiritual en él. Cuando un Viernes Santo se encontraba cazando, al perseguir a un hermoso venado, éste se volvió y dejó ver un crucifijo entre la cornamenta, resaltado por luminosos rayos, según relata la pía leyenda. Seguidamente, oyó que decía: "Huberto, si no vuelves al Señor y llevas una vida santa, irás al infierno". Al oírlo, Huberto bajó del caballo, se postró y dijo: "Señor, ¿qué quieres que haga? La respuesta fue: "Ve y busca a Lamberto, que te dirá lo que tienes que hacer".
La leyenda del ciervo crucífero apareció en la hagiografía medieval, repitiendo la que ya se relacionaba con San Eustaquio, mártir romano del siglo II, y que volvería a aparecer con San Félix de Valois. Hacia el siglo XV, era una leyenda muy repetida en muchas partes Europa central (Francia, Países Bajos, Baviera, Bohemia, etc.).

## Órdenes sagradas
Huberto partió inmediatamente hacia Maastricht, donde Lamberto era obispo, y a partir de entonces actuó como su director espiritual. Huberto renunció a su rango y derechos de primogenitura en el ducado de Aquitania en favor de su hermano Eudo, que fue nombrado tutor de Floriberto, el hijo de Huberto y Floribana. Distribuyó a los pobres su riqueza y estudió órdenes sagradas, para ser consagrado presbítero, asistiendo en la administración de la diócesis de Mastrique-Tongeren a San Lamberto. Siguiendo su consejo, partió en romería hasta Roma el año 708, durante su ausencia fue asesinado su obispo y mentor. La hagiografía de Huberto indica que este asesinato fue revelado al Papa con la indicación de designar a Huberto, sucesor de San Lamberto en la diócesis de Mastrique-Tongeren, como así sucedió. 
Como obispo, trasladó la sede de Maastricht a Lieja, enterró a su predecesor en una basílica construida para honrar su memoria en el lugar mismo del asesinato y sentó las bases para hacer de Lieja una gran ciudad. Ésta tiene hoy a San Lamberto como su santo patrón, y San Huberto es contado como su primer obispo.
El obispo Huberto destacó por su sencillez y austeridad, por intensidad de sus oraciones y ayunos y su famosa elocuencia. Evangelizó el área de la Ardenas.

## Muerte, inhumación y veneración
Huberto murió en Tervuren, Brabante en 727 o 728 y fue enterrado en Lieja. Sus restos fueron luego exhumados el año 825 y trasladados a la abadía benedictina de Andain, situada en la población que actualmente se llama San Huberto. En los siguientes años hasta el Siglo XVI, en que desaparecieron los restos, su sepulcro fue muy visitado y centro de peregrinación. 
El nombre y la protección de San Huberto se tomó por algunas Órdenes Militares en el siglo XV. Felipe IV de España, rey cazador, tenía a San Huberto como protector.